# Emisora de números
Las emisoras de números, también denominadas estaciones numéricas, son emisoras de radio de onda corta de origen incierto. En general transmiten voces leyendo secuencias de números, palabras, o letras (a veces utilizando un alfabeto fonético).
Las voces que se oyen en estas emisoras son muchas veces generadas mecánicamente, vienen en una gran variedad de idiomas, y normalmente son femeninas; aunque a veces se usan voces masculinas o infantiles.
Las pruebas apoyan las suposiciones populares de que estas emisoras son canales de comunicación para factorizar mensajes espías. Esto no ha sido reconocido públicamente por ningún gobierno que pueda operar una emisora de números, aunque ha habido un caso de procesamiento público al espionaje de una emisora de números cubana por un tribunal estadounidense.
Las emisoras de números aparecen y desaparecen a lo largo del tiempo (aunque algunas siguen horarios regulares), y su actividad total ha aumentado ligeramente desde principios de los años 1990. Este aumento sugiere que, como fenómenos relacionados con el espionaje, no fueron únicas a la guerra fría.
Las características de estas emisoras son muy variadas. Algunas siguen horarios estrictos, mientras que otras emiten a momentos aparentemente aleatorios. Las voces pueden leer números, letras, palabras, tonadas, o código morse. La voz que lee la información puede ser automática o producida en el momento, de una persona joven o vieja, masculina o femenina. El uso de distintos idiomas para transmitir la información no necesariamente indica el origen del mensaje; espías franceses, por ejemplo, pueden ser hábiles con los numerales chinos, que se usan sin embargo para enviar un mensaje en francés.
El uso de géneros musicales específicos puede también ser un intento de distraer a las personas de la idea de que estas emisoras tienen propósitos de espionaje. Alguien que oiga música extraña junto con una niña leyendo números podría, por ejemplo, tomar una tal transmisión por una niña jugando con la radio; sin embargo, el oyente experto notará que tales números son leídos de manera idéntica, como cuando se marca un número equivocado en el teléfono y una máquina anuncia que el número no ha sido reconocido.

## Supuestos orígenes y usos
Según el Proyecto Conet, se han reportado emisoras de números desde la Primera Guerra Mundial. De ser cierto, estas emisoras estarían entre las primeras existentes.
Desde hace mucho se ha especulado [¿quién?], y en un caso acusado, que dichas emisoras funcionan como un método simple e infalible para que las agencias gubernamentales se comuniquen con sus agentes secretos. Según esta teoría, los mensajes vienen cifrados con una libreta de un solo uso, para evitar cualquier posibilidad de descifrado por un enemigo. Como prueba, estas emisoras han cambiado detalles de su programación o hecho transmisiones no programadas coincidiendo con sucesos políticos extraordinarios, como el golpe de Estado soviético de 1991.
Otros[¿quién?] especulan que algunas de estas emisoras se usan para operaciones de narcotráfico. A diferencia de las gubernamentales, las emisoras de los narcotraficantes deberían tener menos potencia y no funcionar regularmente, para evitar ser localizadas por triangulación y atacadas posteriormente. Estas emisoras, sin embargo, han operado impunemente durante décadas, por lo que se supone que sólo son operadas o patrocinadas por los distintos gobiernos. Por otro lado, las transmisiones en bandas internacionales de onda corta requieren de altos niveles de potencia eléctrica, inaccesibles para ranchos, granjas o plantaciones de narcóticos en regiones aisladas.
Las señales de radio inferiores a 40 vatios pueden dar la vuelta al mundo en condiciones ideales de ruido de radiofrecuencia, clima, estación, manchas solares, una gran antena receptora y un excelente receptor. Pero, hipotéticamente, los espías trabajarían con receptores manuales, a veces bajo presión, en cualquier estación y condiciones. Por tanto, sólo unos transmisores enormes, de hasta 500.000 vatios, pueden llegar hasta cualquier espía escondido en un sótano, en casi cualquier lugar de la Tierra, casi todo el tiempo. Algunos gobiernos podrían no necesitar emisoras de números con transmisores tan potentes si sólo envían espías a países cercanos.
Aunque ninguna entidad ha admitido jamás transmitir los números, un artículo de 1998 en el Daily Telegraph citó a un portavoz del Departamento de Industria y Comercio del Reino Unido (la entidad encargada de regular las transmisiones de radio en ese país) diciendo sobre dichas emisoras: "Éstas son lo que ustedes creen que son. La gente no debería desconcertarse por ellas. No son, digamos, para uso público". Escuchar emisoras de números en el Reino Unido ha sido declarado ilegal; sin embargo, es improbable que la ley relevante se use para juzgar a quienes las oyen privadamente. De hecho, se puede argüir que un oyente no podría ser juzgado por escuchar emisoras que oficialmente no existen y, en todo caso, funcionan ilegalmente en frecuencias que no les han sido asignadas por la Unión Internacional de Telecomunicaciones.
Las emisoras de números reciben a veces, por parte de los entusiastas, apodos que reflejan algún elemento distintivo de ellas. Por ejemplo Lincolnshire Poacher, una de las más conocidas (supuestamente operada por el MI6 pues sus emisiones han sido rastreadas hasta la base de la RAF de Akrotiri en Chipre), toca los dos primeros compases de la canción popular inglesa del mismo nombre antes de cada secuencia de números; Magnetic Fields reproduce esta pieza del francés Jean Michel Jarre antes y después de cada secuencia; la emisora Atención comienza sus transmisiones con esta exclamación.
Aunque toma mucho tiempo y dinero localizar la fuente de una transmisión de radio de onda corta, errores en la emisora, triangulación y un buen conocimiento de la propagación de las ondas de radio, han dado a los detectives aficionados pistas sobre la ubicación de algunas de ellas. Por ejemplo, la emisora Atención se supuso cubana cuando un error permitió que Radio Habana Cuba se oyera en la misma frecuencia. No está claro si la frecuencia de esta emisora y la de Atención hicieron interferencia o si el operador estaba oyendo radio y accidentalmente lo transmitió. En 2000, Atención fue identificada oficialmente como cubana por los Estados Unidos.
Por otro lado, varios artículos en la revista de radio Popular Communications publicada en los años 1980 y 1990, describían aficionados usando equipos de localización de radio para ubicar emisoras de números en Florida y en Virginia. Divisaron desde el exterior la antena de la emisora en una instalación militar. El cazador de emisoras especuló que el transmisor de la emisora estaba conectado por cable telefónico a una fuente de números hablados en Washington D. C.. El autor dijo que la FCC no hizo declaraciones sobre las preguntas sobre las emisoras de números en territorio estadounidense.
En algunas emisoras se pueden oír tonos de fondo. Se ha sugerido que en tales casos la voz podría ser una ayuda para sintonizar la frecuencia correcta y el mensaje enviado modulando los tonos.

## Formatos
En general, las emisoras de números siguen un mismo formato básico, aunque los detalles son diferentes entre estaciones. Las transmisiones usualmente comienzan a la hora en punto o a la media hora.
El preludio o introducción de una transmisión (de donde se derivan casi siempre los apodos de las emisoras) contiene algún tipo de identificador, bien sea de la emisora o del destinatario. Éste puede ser un código numérico o fonético (p.ej. "Charlie India Oscar", "250 250 250"), frases características (p.ej. "¡Atención!", "1234567890"), o sonidos (p.ej. "Lincolnshire Poacher", "Magnetic Fields"). A veces, como en el caso de las emisoras israelíes de letras fonéticas, el preludio puede también indicar la naturaleza o importancia del mensaje a seguir (p.ej. "Charlie India Oscar 2" significa que no sigue un mensaje). Muchas veces el preludio se repite por un tiempo antes de comenzar el mensaje.
Usualmente se anuncia el número de grupos numéricos en el mensaje, y luego éstos se recitan. Los grupos consisten comúnmente de cuatro o cinco dígitos o letras fonéticas. Estos en general se repiten, bien sea leyendo dos veces cada grupo o repitiendo el mensaje completo.
Algunas emisoras envían más de un mensaje por transmisión. En este caso el proceso anterior se repite en todo o en parte, con distinto contenido.
Finalmente, después de haber enviado todos los mensajes, la emisora se despedirá de forma característica. Muchas veces será sólo una forma de la palabra "final" en su idioma (p.ej. "end of message", "ende", "fini", "konec"). Algunas otras, especialmente las que se supone que transmitan desde la antigua URSS, terminan con una serie de ceros; otras terminan con música u otra clase de sonidos.
Se cree que los mensajes están cifrados con una libreta de un solo uso, con lo cual, dichos grupos son indistinguibles de una secuencia de números aleatorios.

## Atención, prueba en caso de espías
Atención, la famosa emisora de números cubana se convirtió en la primera estación de números en ser pública y oficialmente acusada de transmitir a espías. Fue la pieza clave en una Corte Federal de los Estados Unidos de América durante el juicio por espionaje seguido a los cinco espías cubanos arrestados en 1998. Los fiscales acusadores estadounidenses argumentaron que los acusados tomaban nota de códigos recibidos por Atención, recibidos a través de una radio de onda corta portátil y escritos en un computador portátil para decodificar las instrucciones recibidas. El FBI testificó que ellos habían entrado en un apartamento de espías en 1995 y habían copiado el programa para descifrar los códigos de Atención, posteriormente, el FBI usó dicho programa para decodificar los mensajes de los espías apresados, mensaje que fue revelado por los fiscales durante el juicio.
Estados Unidos presentó como prueba en un juicio los siguientes tres ejemplos de mensajes decodificados de la estación Atención.
"tomen prioridad y fortalezcan la amistad con Joe y Dennis" (68 caracteres) 
"bajo ninguna circunstancia deben German ni Castor volar con BTTR u otra organización en los días 24,25,26 y 27" (112 caracteres) (BTTR es la anticastrista organización Hermanos al Rescate, el 24 de febrero de 1996 dos de sus avionetas fueron derribadas por un caza Mig-29 de la Fuerza Aérea Revolucionaria cubana cuando violaban el espacio aéreo cubano, después de haber sido advertidas repetidamente en casos anteriores.)
"congratulamos a todas las camaradas por el Día Internacional de la Mujer" (Probablemente un simple saludo por el 8 de marzo, Día Internacional de la Mujer) (71 caracteres).
Al promedio de una letra hablada por segundo, cada una de esas oraciones tarda un minuto o más en ser transmitida.

## Interferencia con otras transmisiones
La emisora norcoreana La voz de Corea comenzó en 2006 a transmitir en la misma frecuencia que Lincolnshire Poacher, 11.545 kHz, tal vez para interferir con su propagación. Sin embargo, Lincolnshire Poacher transmite al mismo tiempo en otras dos frecuencias que no están bloqueadas. La aparente zona de destino para sus señales desde Chipre es el Medio Oriente, no el Lejano Oriente, que estaría cubierto por las señales de su emisora gemela Cherry Ripe.
El 27 de septiembre de 2006, las transmisiones de radioaficionados en la banda de 30 MHz fueron afectadas por la emisora E7 "Hombre Ruso" a las 17:40 horas UTC.
Se ha usado también una frecuencia de la BBC, 7325 kHz. Esto suscitó una carta a la BBC de una oyente de Andorra. Escribió al programa "Waveguide" quejándose de que su escucha había sido interrumpida por una voz femenina leyendo números en inglés y preguntó al presentador qué era esta interferencia. ¿Podrían ser espías? El presentador se rio de tal idea. Había consultado a los expertos de la sede general de la BBC, quienes dijeron que la voz estaba leyendo nada más que los niveles de nieve para las pistas de esquí cerca de la casa de la oyente. Investigando un poco más en el caso, los entusiastas de la onda corta están seguros de que era algo más que eso. Muy probablemente era una emisora de números transmitiendo en una frecuencia aleatoria. La probabilidad de que fueran niveles de nieve es muy baja, pues habría sido ilegal transmitir en una frecuencia ya usada..

## Repositorio de transmisiones
Algunos proyectos poseen recopilaciones realizadas a lo largo de los años; en dichas grabaciones se pueden constatar diferentes elementos que caracterizan a este tipo de fenómeno, tales como voces femeninas, repeticiones de patrones numéricos y otros más.
En el sitio de iridial Archivado el 23 de marzo de 2010 en Wayback Machine. existe una sección en la cual se pueden descargar un total de 4 Discos compactos. Se puede acceder a esta recopilación aquí Archivado el 11 de diciembre de 2017 en Wayback Machine..

## Intentos de interferencias en las emisoras de números
Las transmisiones de las emisoras de números son frecuentemente el objetivo de intentos de interferencia. A pesar de las interferencias muchas de las emisoras continúan sus transmisiones sin consentimiento alguno. Existen muchas teorías que tratan de explicar la imposibilidad de interferir efectivamente en las transmisiones de las emisoras de números. Con un número finito de estaciones emisoras de interferencias en cualquier momento dado, puede ser más eficiente intentar bloquear las transmisiones clandestinas destinadas a grandes audiencias que una emisora de números con un mensaje para una persona específica. Otra teoría dice que puede tratarse de acuerdos de caballeros del tipo: "nosotros no interferimos sus transmisiones si ustedes no interfieren las nuestras". A todo esto se puede añadir las caóticas transmisiones de las emisoras de números gobernadas por el azar, lo cual hace que al carecer de horarios determinados sea más complejo intentar interferir las transmisiones.
Ejemplos históricos de interferencias:
- La E10 YHF siendo interferida por la misteriosa "Chinese Music Station". Esta fuente de interferencia es conocida como el Chinise Firedrake Jammer. Estas interferencias se cree que provienen de una base de transmisiones de la isla Hainan en el Golfo de Tonkín.[7]
- La E3 Lincolnshire Poacher fue interferida a principios de los 90 por una emisora de burbuja o de trino.[8]
- El 2 de septiembre de 2008 a las 17:00 UTC en la frecuencia 9130 kHz, la estación EZI 1 fue interferida, tal vez la frecuencia paralela de 6480 kHz estaba clara.

## Clasificación
Aunque la mayoría de las estaciones tienen apodos que describen determinados aspectos de la estación, el grupo ENIGMA 2000, que se dedica a monitorizar este tipo de transmisiones, ha asignado un código a cada emisora conocida, este código está compuesto por una letra seguida de un número, la letra indica el idioma en el cual transmite la emisora:
- E: indica que las transmisiones son en Inglés.
- G: indica que las transmisiones son en Alemán.
- S: indica que las transmisiones son en Lenguas eslavas.
- V: indica que las transmisiones son en otras lenguas.
- M: indica que las transmisiones son en código morse.
- X: indica que las transmisiones son de otro tipo como politonos además de otro tipos de transmisiones que no son específicamente emisoras de números.
- T: indica que las transmisiones son en un idioma desconocido.

Por ejemplo, la bien conocida Lincolnshire Poacher recibe el código E03, la estación cubana "Atención" recibe el código V02. La última estación que ha recibido un código es la E27 la cual fue oída a finales de 2006 y principios de 2007.
Algunas estaciones han perdido el código si se descubre que no es una estación de números. Así fue el caso de la estación E22 que fue descubierta y resultaron ser transmisiones de pruebas de la estación All India Radio.